# Dziewczyna w czerwonym kapeluszu
Dziewczyna w czerwonym kapeluszu (nl. Meisje met de rode hoed) – obraz przypisywany Janowi Vermeerowi i datowany na lata ok. 1664–1667. Dzieło jest sygnowane, podpis znajduje się po lewej stronie.
Pochodzenie obrazu nie jest jasne. Być może został kupiony od Vermeera przez Pietera Claesza van Ruijvena, a może wchodził w skład kolekcji Jacoba Dissiusa. Kilkakrotnie zmieniał właścicieli i od 1937 znajduje się w National Gallery of Art w Waszyngtonie.
Dziewczyna w czerwonym kapeluszu jest jednym z dwóch dzieł z National Gallery of Art w Waszyngtonie, które od przełomu XIX i XX wieku przypisuje się Vermeerowi. Drugi z nich to Dziewczyna z fletem. Są to jedyne dzieła tego malarza namalowane na desce. Niektórzy badacze (m.in. Blankert, Swillens, Gudlaugsson) mają wątpliwości co do jego atrybucji. Blankert uważa Dziewczynę w czerwonym kapeluszu za późniejsze naśladownictwo.
Prześwietlenie obrazu promieniami Roentgena wykazało, że wcześniej na desce namalowano portret mężczyzny. Pierwotny obraz był namalowany do góry nogami względem portretu dziewczyny.